# DFS Classic 2006
DFS Classic 2006 — жіночий тенісний турнір, що проходив на кортах з трав'яним покриттям Edgbaston Priory Club у Бірмінгемі (Велика Британія). Належав до турнірів 3-ї категорії в рамках Туру WTA 2006. Відбувсь удвадцятьп'яте і тривав з 12 до 18 червня 2006 року. Несіяна Віра Звонарьова здобула титул в одиночному розряді.

## Фінальна частина

### Одиночний розряд
Віра Звонарьова —  Джамея Джексон 7–6(14–12), 7–6(7–5)
- Для Звонарьової це був 2-й титул за сезон і 7-й — за кар'єру.

### Парний розряд
Єлена Янкович /  Лі На —  Джилл Крейбас /  Лізель Губер 6–2, 6–4
- Для Янкович це був єдиний титул за сезон і 2-й - за кар'єру. Для На це був єдиний титул за сезон і 3-й — за кар'єру.